# Starke Frauen

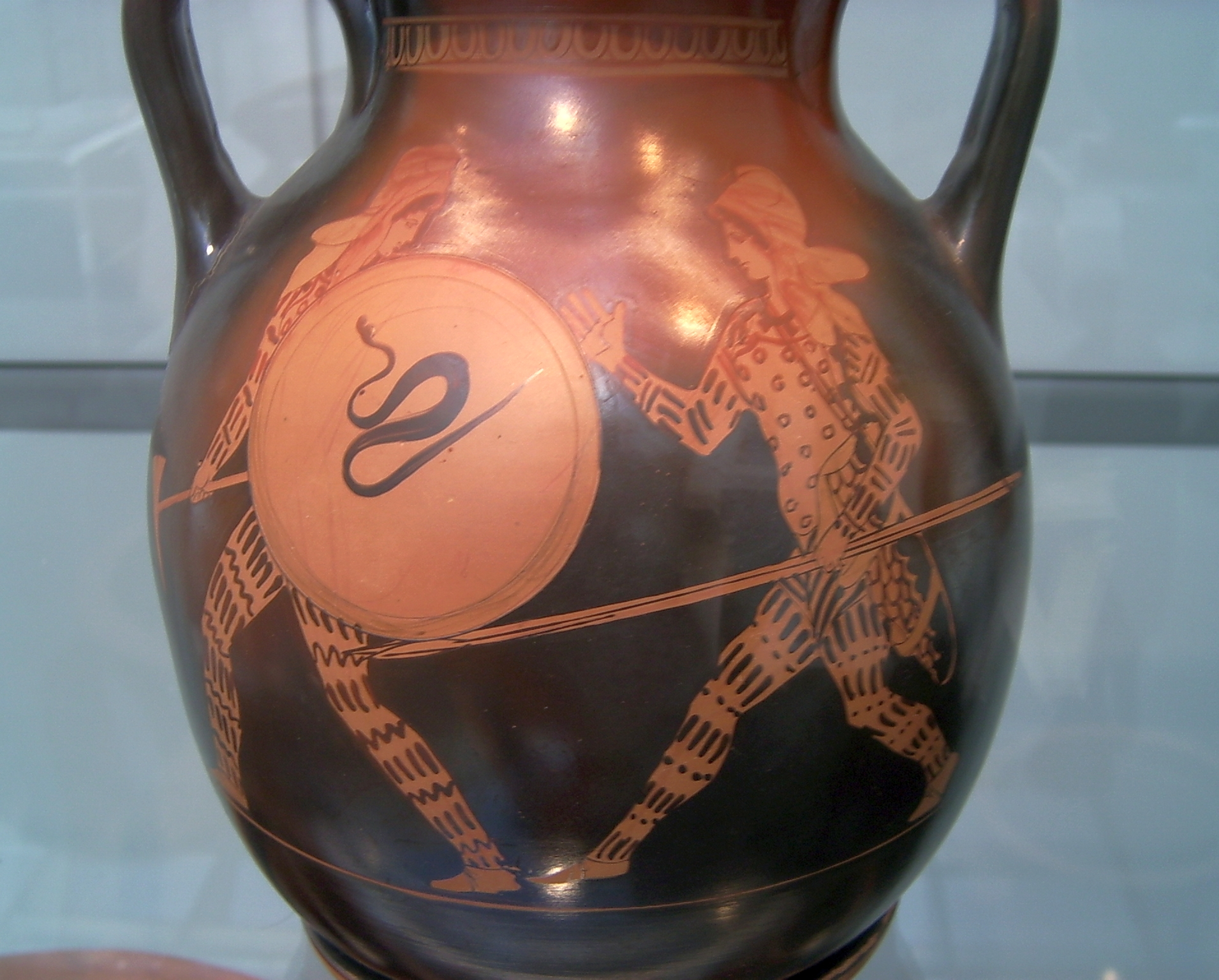
Zwei laufende, bewaffnete Amazonen in orientalischer Tracht auf einer Pelike des Malers der Bostoner Phiale, um 440/35 v. Chr., gefunden in Unteritalien, Staatliche Antikensammlungen

Starke Frauen war der Titel einer Ausstellung der Staatlichen Antikensammlungen in München. Die Ausstellung widmete sich „starken“ Frauen der antiken Mythologie, so den Amazonen, aber auch namhaften Gestalten der Geschichte wie Sappho oder Personengruppen wie den Hetären.

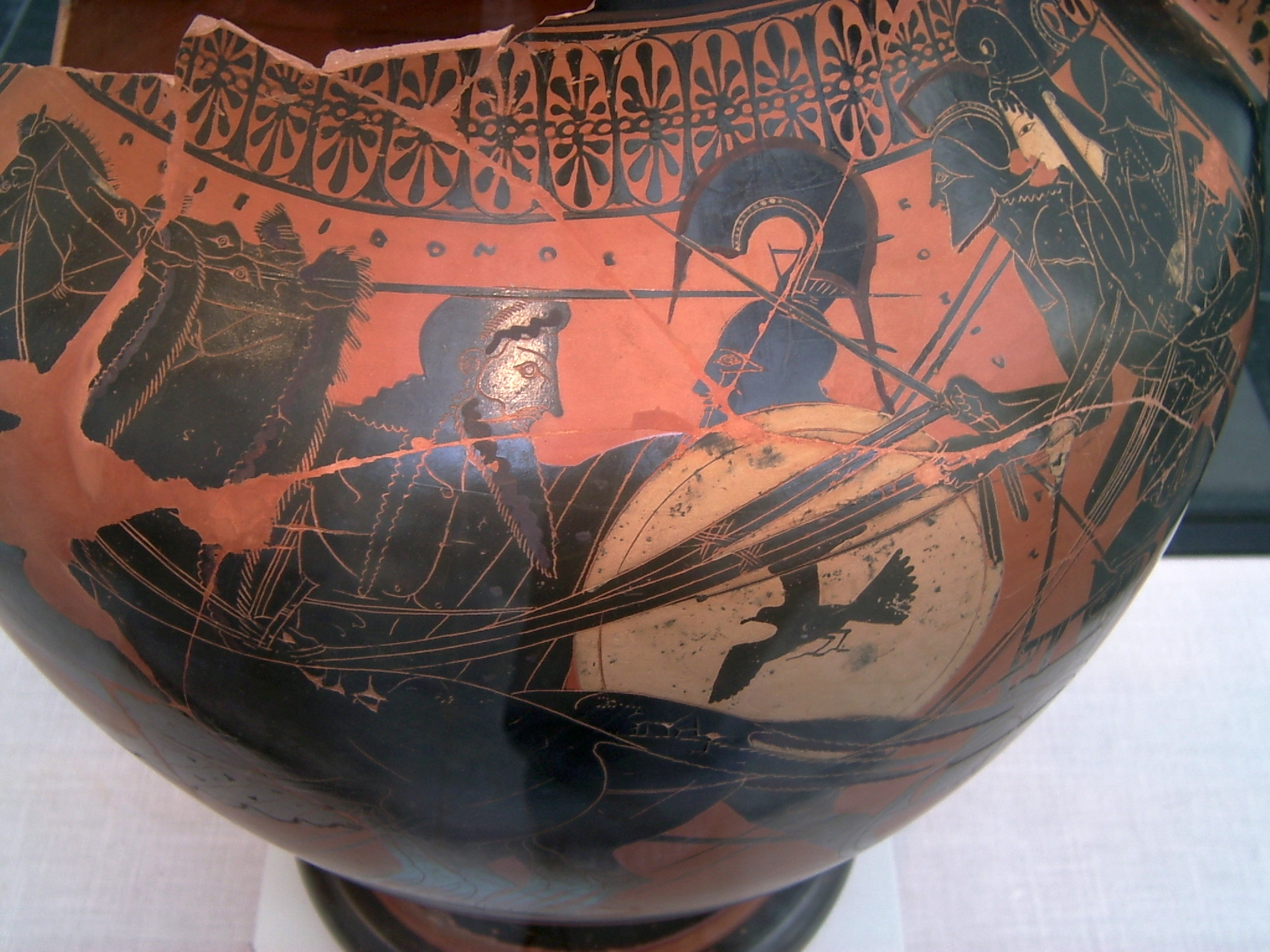
Theseus raubt Antiope, Halsamphora der Leagros-Gruppe, um 510/500 v. Chr., gefunden in Vulci, Staatliche Antikensammlungen

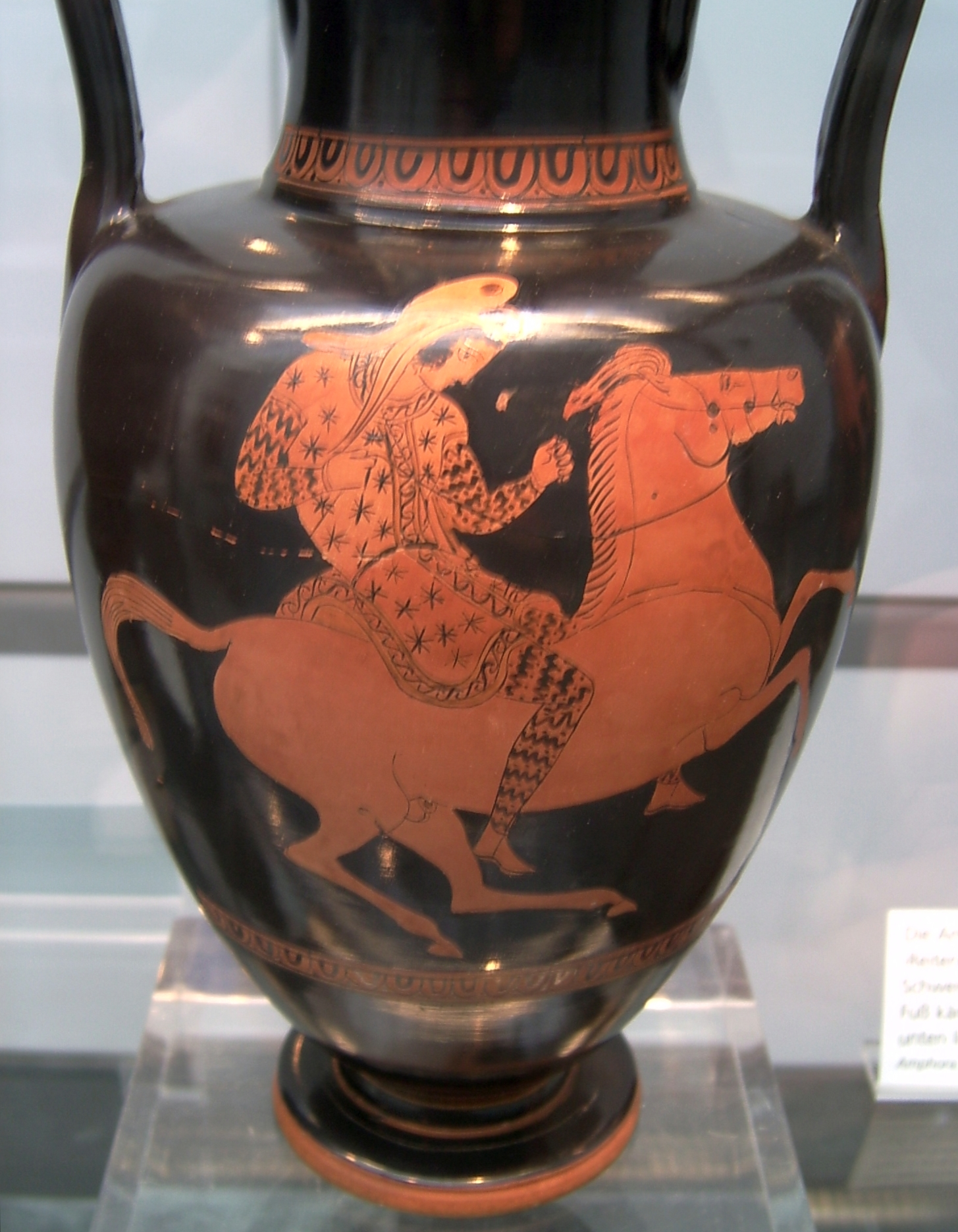
Attisch-rotfigurige Nolanische Amphora mit der Darstellung einer reitenden Amazone in orientalischer Tracht, um 430 v. Chr., gefunden in Agrigent, Staatliche Antikensammlungen

Die Ausstellung Starke Frauen fand vom 4. Juni 2008 bis zum 1. August 2010 im Haus der Staatlichen Antikensammlungen statt. Sie wurde von Raimund Wünsche erdacht und gestaltet. Das Konzept stammte von Bert Kaeser und Florian Knauß. Neben Ausstellungsstücken der Münchener Sammlung, die beispielsweise 60 griechische Vasen mit Abbildungen von Amazonen besitzt, stellten auch acht weitere Leihgeber Artefakte zur Verfügung. Dabei handelte es sich um die Antikensammlung und Museum Ludwig in Basel, die den Großteil der Leihgaben stellte, das Akademische Kunstmuseum – Antikensammlung der Universität Bonn, die Antikensammlung der Universität Erlangen, das Museum für Abgüsse Klassischer Bildwerke in München, die Staatliche Münzsammlung München, die Antikensammlung des Martin von Wagner Museums in Würzburg, die Galerie Michael Werner sowie Jean-David Cahn. Die externen Leihgeber füllten vor allem Lücken an Bildern, die in der Münchener Sammlung nicht vorhanden sind. Parallel zur Präsentation in den Staatlichen Antikensammlungen kennzeichnete die Glyptothek zum Thema passende Ausstellungsstücke mit speziellen Hinweisen. Die Ausstellung wurde vom Förderverein Verein zur Förderung der Glyptothek und der Staatlichen Antikensammlungen unterstützt.

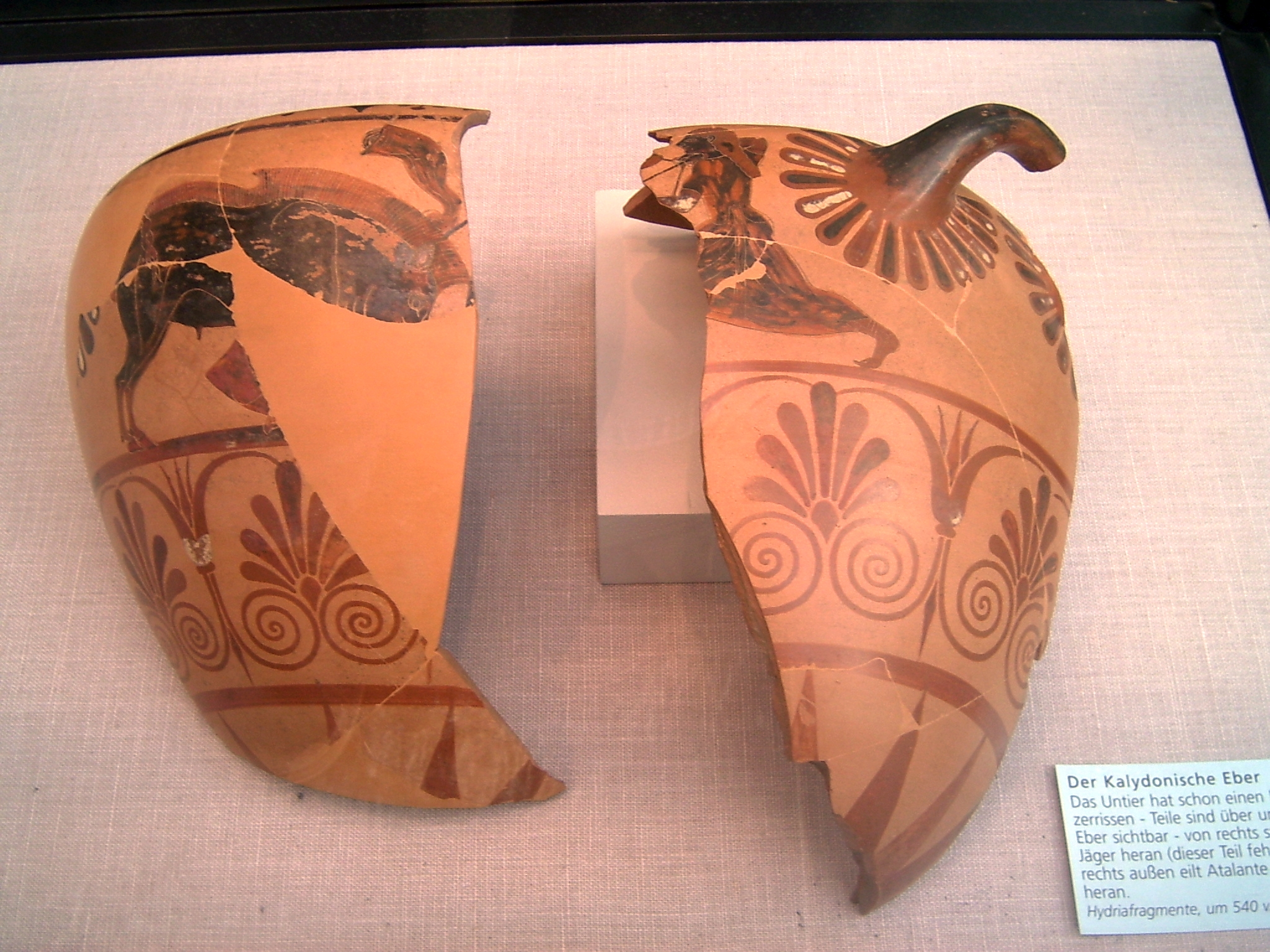
Caeretaner Hydria des Adler-Malers mit der Darstellung Atalantes bei der Kalydonischen Eberjagd, um 540 v. Chr., Staatliche Antikensammlungen

Zunächst wurden Bilder aus der Welt der zumeist attischen Frauen gezeigt. Dazu wurden, wie auch bei den weiteren Ausstellungsstationen, vor allem die Bilder schwarzfiguriger, rotfiguriger und weißgrundiger Vasen gezeigt. Der zweite und bei weitem größte Abschnitt widmete sich den Amazonen. Der dritte Teil befasste sich mit weiteren starken Frauen, etwa Heldinnen wie Atalante, Omphale, Iphigenie, Alkestis, Antigone, Daphne und Marpessa oder den Frevlerinnen Klytaimnestra und Medea.
Die Ausstellung umfasste 102 Katalognummern, darunter Vasen der Leagros-Gruppe, des Euphronios, des Malers von Cambridge 51, des Malers von München 1419, der Drei-Linien-Gruppe, des Malers der klagenden Trojanerinnen, der Pezzino-Gruppe, des Malers von Bologna 228, des Ariana-Malerss, des Unterwelt-Malers, des Malers der Bostoner Phiale, von Makron, des Klügmann-Malers, des Malers von München 2365, einem Maler nahe dem Princeton-Maler, des Bareiss-Malers, eines Malers in der Art des Antimenes-Malers, des Lysippides-Malers, des Malers von München 1519, des Malers von Vatikan G 31, der CHC-Gruppe, der Keyside-Klasse, des Penthesilea-Malers, des Goltyr-Malers, des Adler-Malers, der C-Gruppe, von Sotades, des Pan-Malers, der Gruppe E, von Myson, des Malers der Pariser Kentauromachie, des Bucci-Malers, des Syriskos, des Phiale-Malers, einem Maler nahe dem Iliupersis-Maler, des Cheophoren-Malers, des Kleophrades-Malers, des Epeleios-Malers, des Providence-Malers, des Brygos-Malers, des Kleophon-Malers und der Dot-ivy-Gruppe. Die Vasenformen reichen von Hals-, Bauch-, Spitz- und Nolanischen Amphoren über Peliken, Stamnoi, einen Kalathos, Oinochoen, ein Exaleiptron, eine Hydria, ein Rhyton, Lekythen, Olpen, Skyphoi, einen Psykter, Pyxiden, einen Guttus, einen Voluten-, einen Kolonetten- und einen Kelchkrater bis zu Kylikes, darunter Augenschalen. Neben Vasen werden Münzen, Terrakotten, Tonlampen, Schmuck und Silbergeschirr, Bildersarkophage, ein etruskischer Spiegel und Gipsabdrücke präsentiert.
Parallel zur Ausstellung erschien mit Unterstützung der Ernst von Siemens Kunststiftung ein mit 650 Abbildungen reich bebilderter, 392 Seiten umfassender Katalog, der im Eigenverlag der Staatlichen Antikensammlungen und Glyptothek von Raimund Wünsche herausgegeben wurde. Neben Wünsche, Kaeser und Knauß schrieben auch Corinna S. Kauth, Florian Klauser, Matthias Steinhart, Susanne Lorenz, András Patay-Horváth, Vibeke Ch. Kottsieper, Beate Wagner-Hasel und Elisabeth Wünsche-Werdehausen Artikel für den Katalog. Die Fotos machte die Museumsfotografin Renate Kühling.